# Nicolas Bratza
Nicolas Bratza, né le 3 mars 1945 dans le Grand Londres, est un juriste britannique. Il présida la Cour européenne des droits de l'homme de 2011 à 2012.

## Biographie
Élu par l'Assemblée parlementaire du Conseil de l'Europe, il devient juge à la CEDH en 1998
puis le 3 novembre 2011, élu président de la CEDH.

### Honneurs

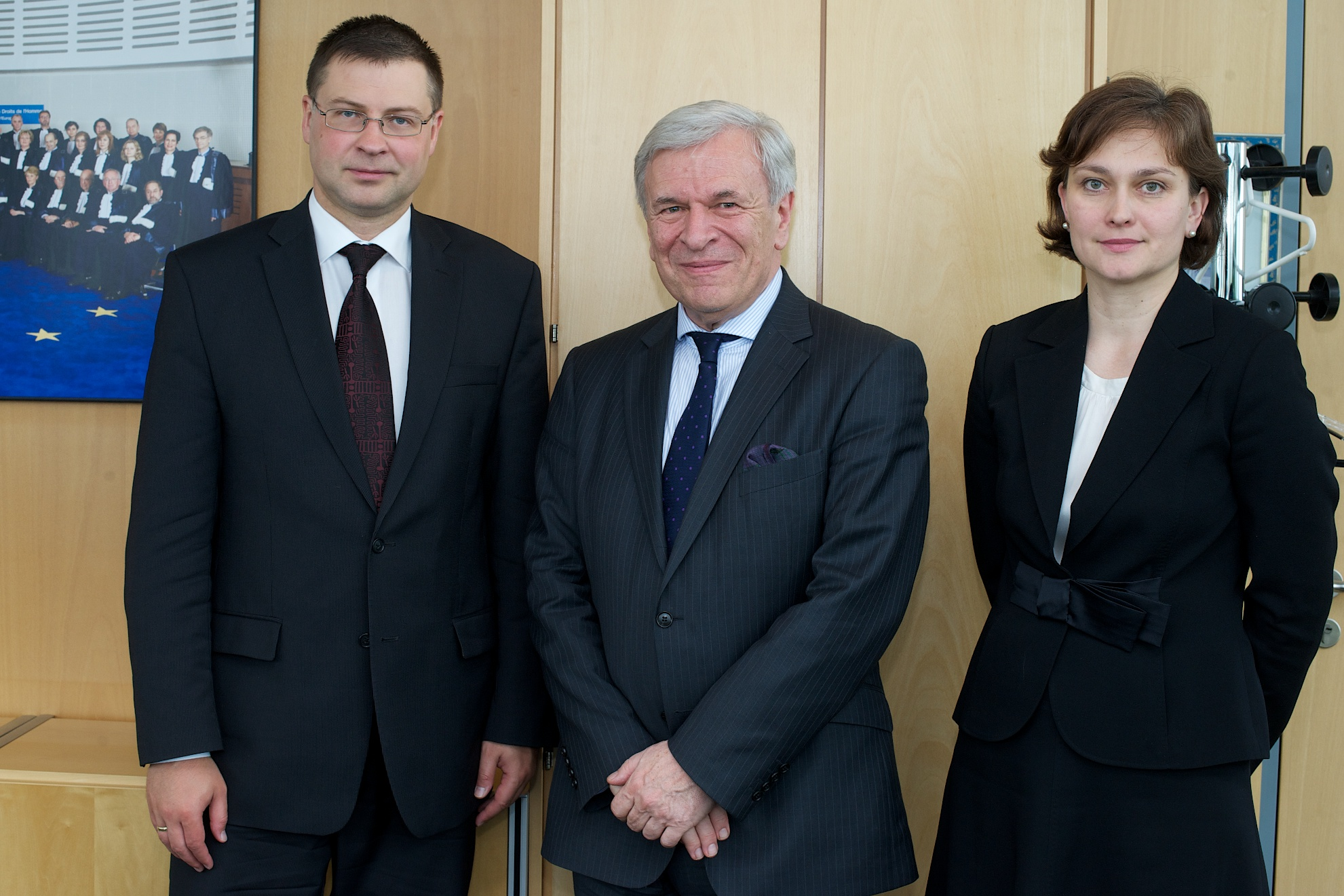
Sir Bratza avec le premier ministre Valdis Dombrovskis et la juge lettone Ineta Ziemeli.